# Wolfheart (zespół muzyczny)
Wolfheart – fińska deathmetalowa grupa założona w 1997 w Raahe jako duet przez muzyków z zespołu Charon. Zespół nagrał tylko jeden album, po czym zaprzestał swojej działalności. Ich wytwórnią było Mighty Music.

## Muzycy
- Jasse von Hast – śpiew, gitara, gitara basowa (Charon, Wihastan)
- Antti Karihtala – perkusja (Charon)

## Dyskografia
- (1997) Nightly Storms (Demo)
- (1999) Cold Breath (LP)